# Camponotus cosmicus
Camponotus cosmicus är en myrart som först beskrevs av Smith 1858.  Camponotus cosmicus ingår i släktet hästmyror, och familjen myror. Inga underarter finns listade.